# مجتمع کشت و صنعت شهید بهشتی
مجتمع کشت و صنعت شهید بهشتی یا کمیته امداد سبز روستایی در دهستان جلگه چاه هاشم بخش جلگه چاه هاشم شهرستان دلگان استان سیستان و بلوچستان ایران است.

## جمعیت
بر پایه سرشماری عمومی نفوس و مسکن در سال ۱۳۹۵ جمعیت این روستا ۲۱۴ نفر (۴۳خانوار) بوده‌است.